# Videogaming Illustrated
«Videogaming Illustrated», також відомий як «VGI» — американський відеоігровий журнал, заснований у 1982 році та закритий у 1984 році.

## Історія
«VGI» двічі змінював свою назву: у червні 1983 року — на «Videogaming and Computer Gaming Illustrated», а в січні 1984 року — на «Video and Computer Gaming Illustrated». Журнал починав своє життя як видання, що виходило раз на два місяці, а потім став щомісячним. Його короткий термін існування пояснюється кризою в царині відеоігор у 1983 році.